# Frazeysburg
Le village de Frazeysburg est situé dans le comté de Muskingum, dans l’État de l’Ohio, aux États-Unis. Sa population s’élevait à 1 326 habitants lors du recensement de 2010, estimée à 1 309 habitants en 2017.

## Histoire
Frazeysburg a été établie sous le nom de Knoxville en 1827. Le site où la localité a été créée a été vendu en 1828 à Samuel Frazey et nommé d’après lui. Frazeysburg dispose d’un bureau de poste depuis 1837. Le village a été incorporé en 1868.

## Source
- (en) Cet article est partiellement ou en totalité issu de l’article de Wikipédia en anglais intitulé « Frazeysburg, Ohio » (voir la liste des auteurs).

1. 1 2  F.J. Everhart, 1794. History of Muskingum County, Ohio, with illustrations and biographical sketches of prominent men and pioneers, F.J. Everhart & Co., 1882 (lire en ligne), p. 478.
2. ↑  « Muskingum County », Jim Forte Postal History (consulté le 5 janvier 2016).
3. ↑  F.J. Everhart, 1794. History of Muskingum County, Ohio, with illustrations and biographical sketches of prominent men and pioneers, F.J. Everhart & Co., 1882 (lire en ligne), p. 479.